# Gaucher V de Châtillon

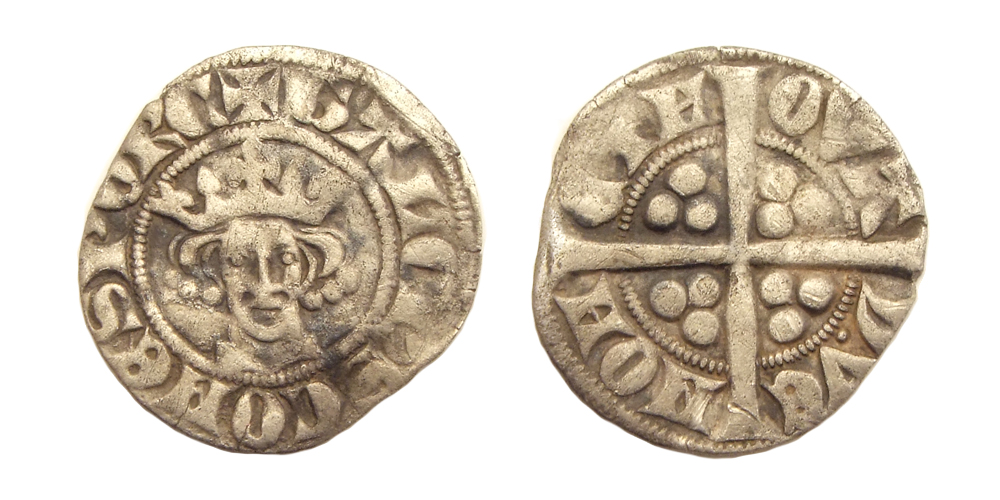
Esterlin, Gaucher de Châtillon, 1312-1322.
Avers: Tête de face couronnée.
Revers: Croix cantonnée de douze globules.

Pour les autres membres de la famille, voir Maison de Brienne.
Pour les articles homonymes, voir Brienne, Gautier V et Châtillon.
 (avril 2012).
 (avril 2012).
Si vous disposez d'ouvrages ou d'articles de référence ou si vous connaissez des sites web de qualité traitant du thème abordé ici, merci de compléter l'article en donnant les références utiles à sa vérifiabilité et en les liant à la section « Notes et références ».
Gaucher V de Châtillon né vers 1249 à Châtillon-sur-Marne, mort en 1329), seigneur de Châtillon, comte de Porcien (Château-Porcien, est connétable de Champagne en 1284, puis connétable de France (1302-1329) durant les règnes de six rois différents.

## Biographie

### Début de carrière
Gaucher V de Châtillon est le fils de Gaucher IV de Châtillon (mort en 1261), seigneur de Châtillon, et de sa femme Isabelle de Villehardouin (morte en 1329) dite aussi Ysabel de Lizine, dame de Crécy. Il est le petit-fils de Hugues de Châtillon (mort en 1248), comte de Blois et Saint-Pol. Il a également deux sœurs religieuses à l'abbaye du Pont-aux-Dames.
En 1284, Philippe III de France le nomme connétable de la province de Champagne.
Au cours d'un engagement contre la flotte aragonaise commandée par Roger de Lauria, Charles II d'Anjou est fait prisonnier en 1284. Il reste captif à Barcelone pendant quatre ans. Gaucher V réussit à le faire libérer des geôles aragonaises. Philippe le Bel lui en est très reconnaissant. Le prince, parent et allié du roi de France, se fait couronner roi de Naples.
Le fief de Château-Porcien, situé dans les Ardennes, devient possession de Philippe le Bel par son mariage avec Jeanne, fille du roi Henri Ier de Navarre, et le roi l'érigea en comté. La Champagne étant, par ce mariage, unie à la France et le roi souhaitant établir une prévôté royale, il échange en janvier 1289 le comté de Porcien, Rozoy et Gandelu, qu'il avait donné à Gaucher V, contre le domaine de Châtillon-sur-Marne, ainsi que la châtellenie de Crécy-en-Brie, celle de Crèvecœur, et un fief du côté de Roucy. Gaucher conserva la seigneurie du château de Châtillon, réservée à lui et à ses descendants.
En 1291, Gaucher V de Châtillon chasse de Champagne l'armée du comte Henri III de Bar, gendre du roi Édouard Ier d'Angleterre. Il conseille au roi une politique de fermeté face aux prétentions des Anglais. Il les combat en Guyenne en 1296, et il débarque à Douvres, prend la ville et la brûle, créant ainsi une diversion[Quand ?].
En 1302, pendant le conflit entre le pape Boniface VIII et Philippe le Bel, Châtillon essaie de convaincre la noblesse qu'un roi de France n'a de compte à rendre qu'à Dieu. Le roi se venge de plusieurs années d'affronts et d'actes hostiles, et le vieux pape se retrouve en prison.

### La révolte de Flandre
En Flandre, en 1302, Gaucher étouffe la révolte de Bruges, et fait construire dans cette ville une citadelle aux dépens des habitants. Il en fait élever deux autres à Lille et à Courtrai. Il fortifie plusieurs autres places qui avaient été démantelées et surcharge la Flandre d'impôts. Bientôt le mécontentement devient général. L'explosion est terrible. Bruges, Gand, Damme et Ardembourg se soulèvent. Guillaume de Juliers, neveu du comte de Flandre, vient se joindre aux révoltés.
Châtillon rassemble ses troupes et entre dans Bruges. Mais le bruit s'étant répandu que, parmi ses bagages se trouvent des tonneaux remplis de cordes pour pendre un grand nombre d'habitants, le peuple prend les armes. 1 500 cavaliers français et environ 2000 fantassins sont tués ou assommés. Châtillon a son cheval tué sous lui. Il se sauve dans la maison d'un gentilhomme, qui le cache, et dans la nuit il s'évade déguisé en prêtre en traversant à la nage le fossé de la ville, où un valet qui l'accompagne se noie.[réf. nécessaire]
Bientôt, Guillaume de Juliers, élu général, s'empare de Furnes, de Bergues, de Vindale et de Cassel. Gui de Flandre, arrive suivi de quelques troupes allemandes. Courtrai, Audenarde, Ypres lui ouvrent leurs portes.
Châtillon se rend en France pour presser l'envoi d'une puissante armée : elle ne tarde pas à s'avancer sous le commandement de Robert II d'Artois. Il y a en Flandre un parti français considérable, qu'on appelle « la faction du lis ». Ce parti, qui, de concert avec Châtillon, n'a pu arrêter les progrès de la révolte, se réunit à l'armée française, forte de 47 000 soldats.
Les deux armées se rencontrent à la bataille de Courtrai, le 11 juillet 1302, qui voit la victoire des Flamands. Après la mort de Raoul II de Clermont, tué durant la bataille, Philippe IV de France le nomme connétable de France. Il prend une part importante à la victoire de Mons-en-Pévèle sur les Flamands le 18 août 1304. L'armée française, désormais sous les ordres de Gaucher V de Châtillon, obtient quelques succès pendant l'hiver. Une trêve est conclue au printemps 1305.

### Pacification de la Navarre
C'est alors que le roi envoie le futur Louis X de France, son fils, en Navarre, pour prendre possession de ce royaume, dont il a hérité par la mort de Jeanne de Navarre, sa mère. Le connétable était jusqu'ici en quelque sorte chargé de l'éducation de ce jeune prince.[réf. nécessaire]
Comme la ville de Pampelune, capitale de cet État, est divisée en deux partis, on craint quelque soulèvement. Il est décidé que Gaucher V de Châtillon accompagnera militairement Louis dans son voyage, avec entre autres Robert VI, comte d'Auvergne et de Boulogne. Cette nombreuse suite inquiète d'abord le roi d'Aragon. Il craint que Louis n'entreprenne de lui faire la guerre, mais voyant que ce prince se contente de visiter ses terres, il se rassure. Louis est couronné roi le 1er octobre 1307. Mais à son retour, Gaucher est blâmé, car il n'a pas attaqué les Aragonais.

### Sous le règne deLouisX(1314-1316)

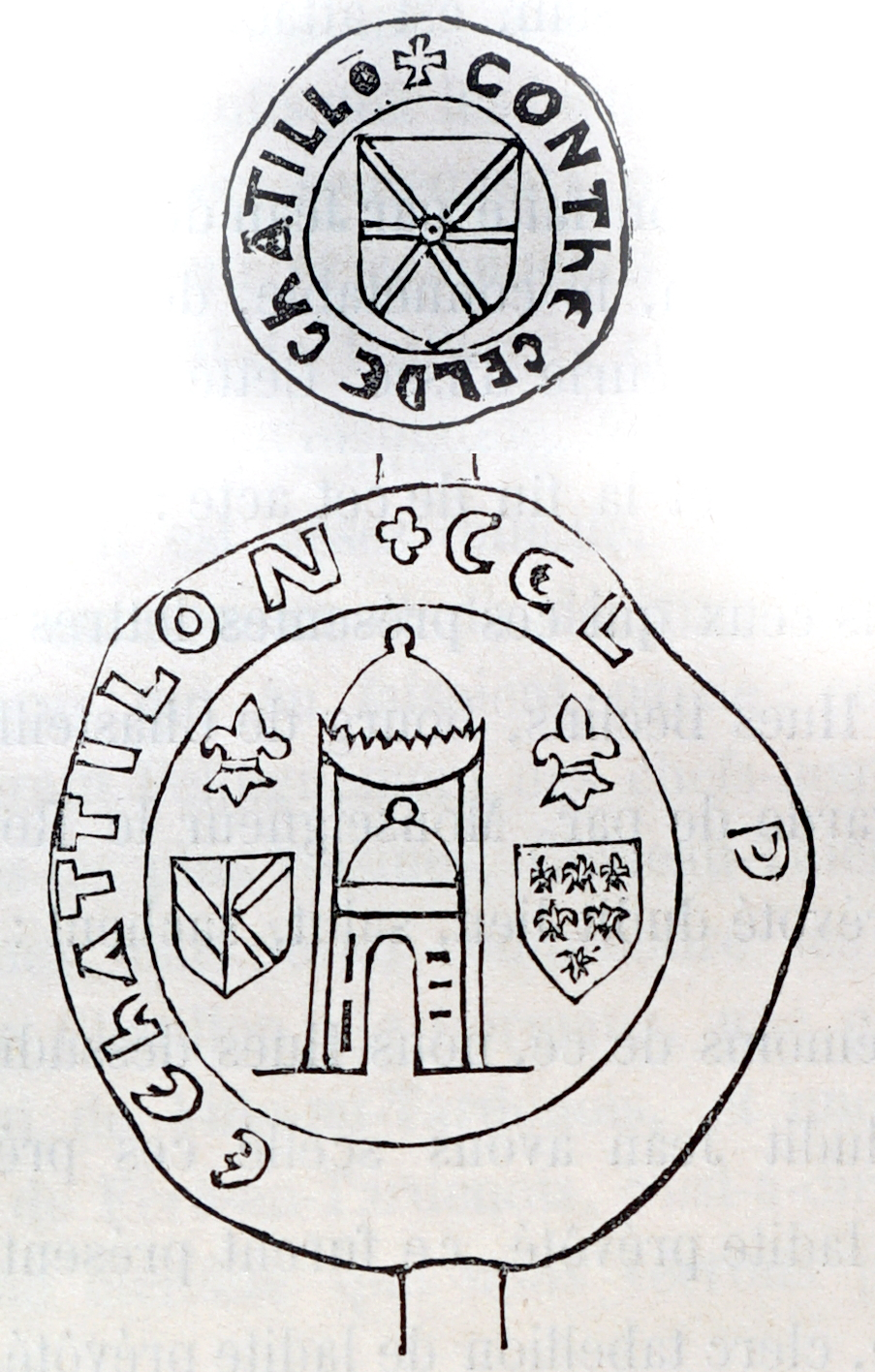
Sceau de Gaucher utilisé pour un acte en 1315.

Louis X de France est sacré roi de France en 1314. Ce prince lui confie alors les affaires les plus importantes de l'État.[réf. nécessaire] Les Flamands se soulèvent à nouveau. Le roi doit faire revenir les Juifs dans le royaume et libérer les serfs pour se procurer l'argent permettant de lever une armée. La campagne contre les Flamands est un échec.
Gaucher V de Châtillon, lors du Conseil de Régence, réuni quelques semaines après la mort du roi Louis X de France, le 5 juin 1316, propose de décréter l'impossibilité pour les filles d'accéder à la couronne, bien qu'aucune coutume du passé ne semble légitimer cette solution.[réf. nécessaire]

### Fin de carrière

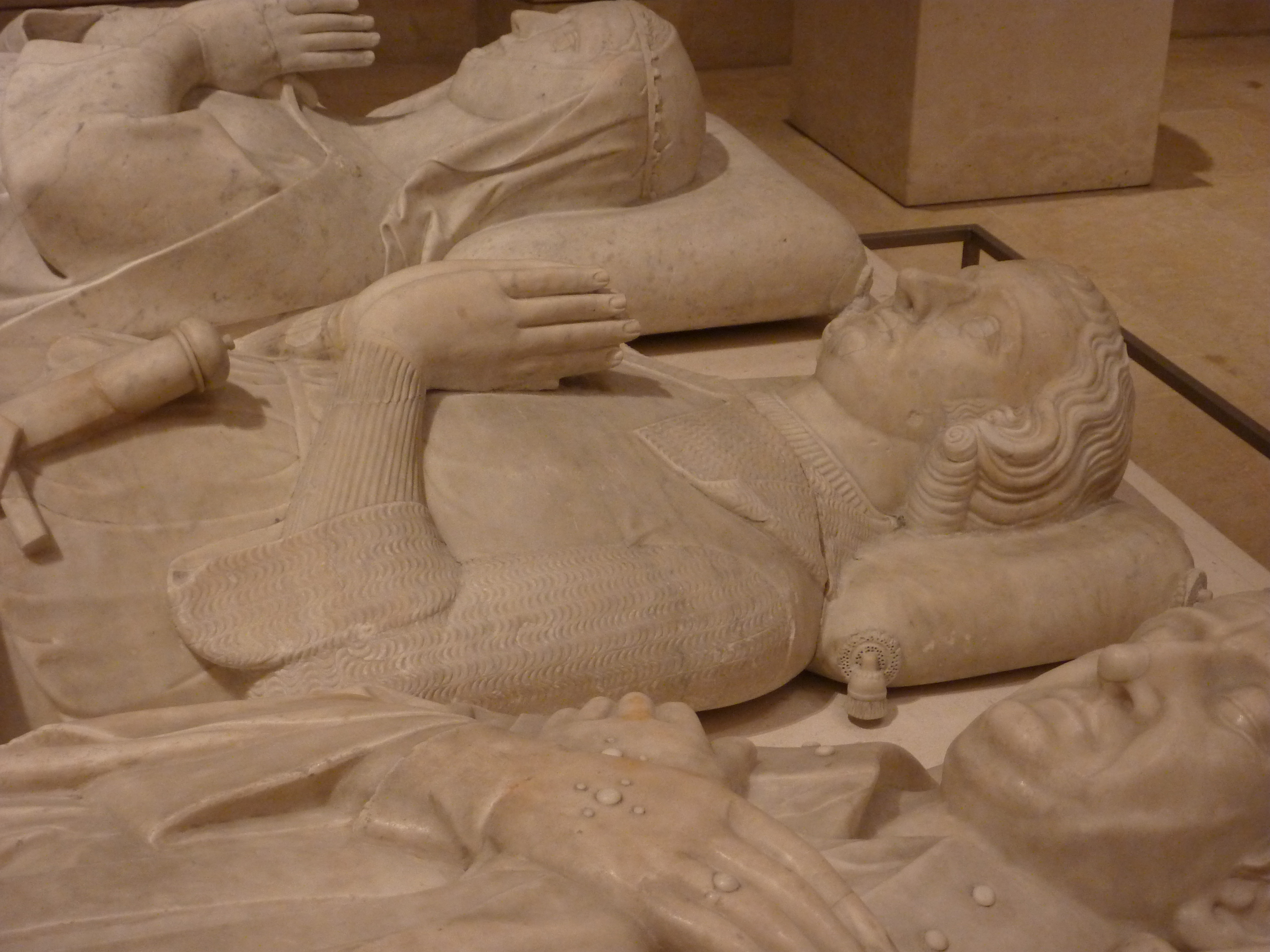
Détail du tombeau du fils, Gaucher VI de Châtillon, Paris, musée du Louvre.

À la mort de Louis le Hutin, la reine est enceinte du futur Jean Ier. Philippe frère du roi décédé devient régent du royaume. Gaucher V de Châtillon a été nommé exécuteur testamentaire par Louis X. Charles de Valois, oncle de Philippe V, soutenu par le parti féodal, veut s'emparer de la régence, mais le connétable arme les bourgeois de Paris, qui n'aiment pas Charles, et avec eux chasse du Louvre ses gens d'armes.
Le jeune Robert III d'Artois, petit-fils du comte d'Artois, Robert, mort à Courtrai, a en vain réclamé ce comté en 1309. La cour des pairs l'a attribué à sa tante, la comtesse de Bourgogne Mahaut d'Artois. En 1316, durant la régence, Robert proteste contre cette décision. Soutenu par la noblesse du pays, il repousse Gaucher de Châtillon, prend Arras et Saint-Omer et force le régent à déployer l'oriflamme à la basilique de Saint Denis, le 30 octobre.
Gaucher de Châtillon assiste au sacre de Philippe le long, en 1317. Il fait fermer les portes de la ville et surveiller les rues par de nombreux corps de gardes. Puis il part combattre les Flamands. Il met le pays à feu et à sang et fait beaucoup de prisonniers. Il ramène en France presque tous les bestiaux et les chevaux de Flandre.[réf. nécessaire]
Le roi meurt à 28 ans, officiellement de dysenterie. Gaucher V de Châtillon se charge de la succession. Il assiste au sacre de Charles le Bel, qui le choisit, en 1324, pour être l'un de ses exécuteurs testamentaires.
Il signe, comme commissaire au nom du roi, les traités de paix faits avec l'Angleterre en 1325 et 1326, puis en 1328. Il est ministre, même s'il doit aller combattre les Anglais en Guyenne. Ces traités de paix sans cesse rompus et ces guerres annoncent déjà la guerre de Cent Ans. Le roi d'Angleterre n'arrive toutefois pas à vaincre les Français.
Gaucher soutient Philippe VI de France, malgré les prétentions du roi d'Angleterre à la couronne de France. Malgré ses 80 ans, il se distingue à la bataille de Cassel le 23 août 1328 qui voit la défaite des Flamands à nouveau révoltés.
Gaucher V de Châtillon meurt, au début du long règne de Philippe VI, en 1329, au milieu de sa nombreuse famille et est inhumé en l'abbaye du Pont-aux-Dames, à Couilly-Pont-aux-Dames. Cette abbaye avait été fondée, en 1226, par son grand-père Hugues de Châtillon. Gaucher V crée la branche des comtes de Porcien.

### Descendance
Gaucher V de Châtillon se marie trois fois. En 1276, il épouse Isabeau de Dreux (1264-1300), princesse du sang royal de France, fille de Robert Ier (1217-1264), seigneur de Beu, vicomte de Châteaudun, lui-même fils de Robert III de Dreux et descendant de Louis VI le Gros. Sa mère, Isabelle de Villebéon, dame de Bagneux, La Fosse et La Chapelle-Gauthier, en Brie, est la descendante entre autres par la plupart de ses ancêtres des premiers rois de France, d'où cinq enfants :

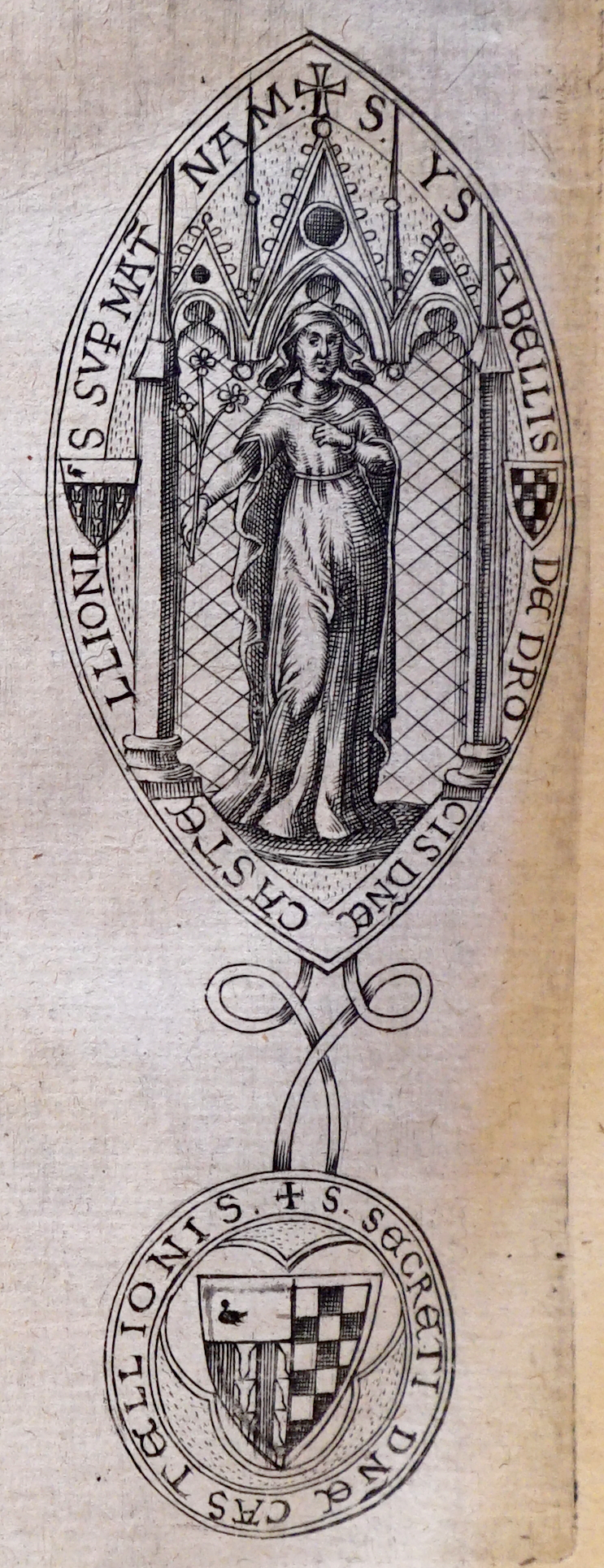
Isabeau de Dreux.

- Gaucher VI de Châtillon (1281-1325), seigneur du Tours et de Sompuis (51), comte de Porcéan ;
- Jean II de Châtillon (1283-1363), seigneur de La Ferté-en-Ponthieu, de Gandelus et Marigny, Grand Queux de France, puis Grand Maître de France ;
- Jeanne de Châtillon (1285-1354), mariée à Gautier V de Brienne, comte de Lecce (1296-15 mars 1311), comte de Brienne (1296-15 mars 1311), duc d'Athènes (5 octobre 1308-15 mars 1311) ;
- Hugues de Châtillon (1287-1336), seigneur de Pontarcy, d'Auzoy, de Rozoy en Thiérache et de Recquignies ;
- Marie de Châtillon, mariée à Guichard de Beaujeu ;
- Isabelle de Châtillon, abbesse de Notre-Dame de Soissons.

Vers 1300, il épouse Hélisende de Vergy (1265-1312), veuve de Henri II, comte de Vaudémont, d'où un fils:
- Guy de Châtillon (1305-1362), vicomte de Blaigny.

En 1313, il épouse Isabelle de Rumigny (1263-1326), veuve du duc Thibaud II de Lorraine, fille d'Hugues, seigneur de Florennes et Rumigny, et de Philippine d'Oulche.